# Центральний (бахш, шагрестан Деліджан)
Центральний (перс. مركزئ) — бахш в Ірані, в шагрестані Деліджан остану Марказі. За даними перепису 2006 року, його населення становило 43388 осіб, які проживали у складі 12578 сімей.

## Дегестани
До складу бахша входять такі дегестани:
- Гастіджан
- Джасб
- Джушак
- До-Дегак